# Acanthaster
Famille
Genre
Acanthaster est un genre d'étoiles de mer de l'ordre des Valvatida, unique dans la famille des Acanthasteridae. 
Les espèces à inclure dans ce genre, au nombre de 2 à 7, font l'objet d’un débat parmi les scientifiques ; la plus « célèbre » est appelée Acanthaster planci.

## Description et caractéristiques
L'espèce-type est Acanthaster planci (Linnaeus, 1758).
Ce sont de grosses étoiles de mer (jusqu'à 80 cm de diamètre pour un poids de plusieurs kilos), avec un disque central large, rond et aplati, autour duquel rayonnent de nombreux bras (plus d'une dizaine), de section grossièrement triangulaire et plus ou moins longs et effilés suivant les espèces. La cuticule est entièrement couverte d'épines calcaires pointues et venimeuses. Les colorations sont extrêmement variables, y compris au sein d'une même espèce et même d'une population locale.
Les Acanthasters vivent à faible profondeur, principalement sur les récifs de corail (autant en lagon que sur les pentes externes des barrières), où elles se nourrissent des polypes et parfois d'autres animaux sessiles (éponges, mollusques...) et d'algues. On en trouve dans toute la ceinture tropicale de l'Indo-Pacifique de la Mer Rouge au Golfe de Californie, mais elles sont absentes de l'Atlantique.
On connaît encore peu les différences de mode de vie entre les différentes espèces, séparées très récemment, aussi l'essentiel des informations biologique se trouve pour l'instant sur l'article Acanthaster planci (même si la majorité des informations concerne en fait Acanthaster cf. solaris). 

## Taxinomie
La famille des Acanthasteridae ne comporte que le genre Acanthaster. Elles font partie depuis 2011 de l'ordre des Valvatida, après avoir été longtemps rangées parmi les Spinulosida (ITIS (19 juil. 2011) les range encore dans cet ordre), qui n'ont pas de pédicellaires (contrairement aux Acanthasteridae). Les acanthasters se distinguent cependant de l'ordre des Spinulosida par la présence de pédicellaires, qui sont toujours absents chez les membres de cet ordre.
La famille génétiquement la plus proche serait celle des Oreasteridae (qui contient également de grosses étoiles tropicales, parfois corallivores), mais des affinités génétiques sont aussi notées avec la famille encore mal comprise des Asteropseidae, notamment le genre Petricia.
Le genre Acanthaster a été décrit par le zoologue français Paul Gervais en 1841, et la famille des Acanthasteridae par Walter Percy Sladen en 1889.

## Liste d'espèces
Selon World Register of Marine Species (29 Novembre 2022) (repris par NCBI (29 Novembre 2022)) :

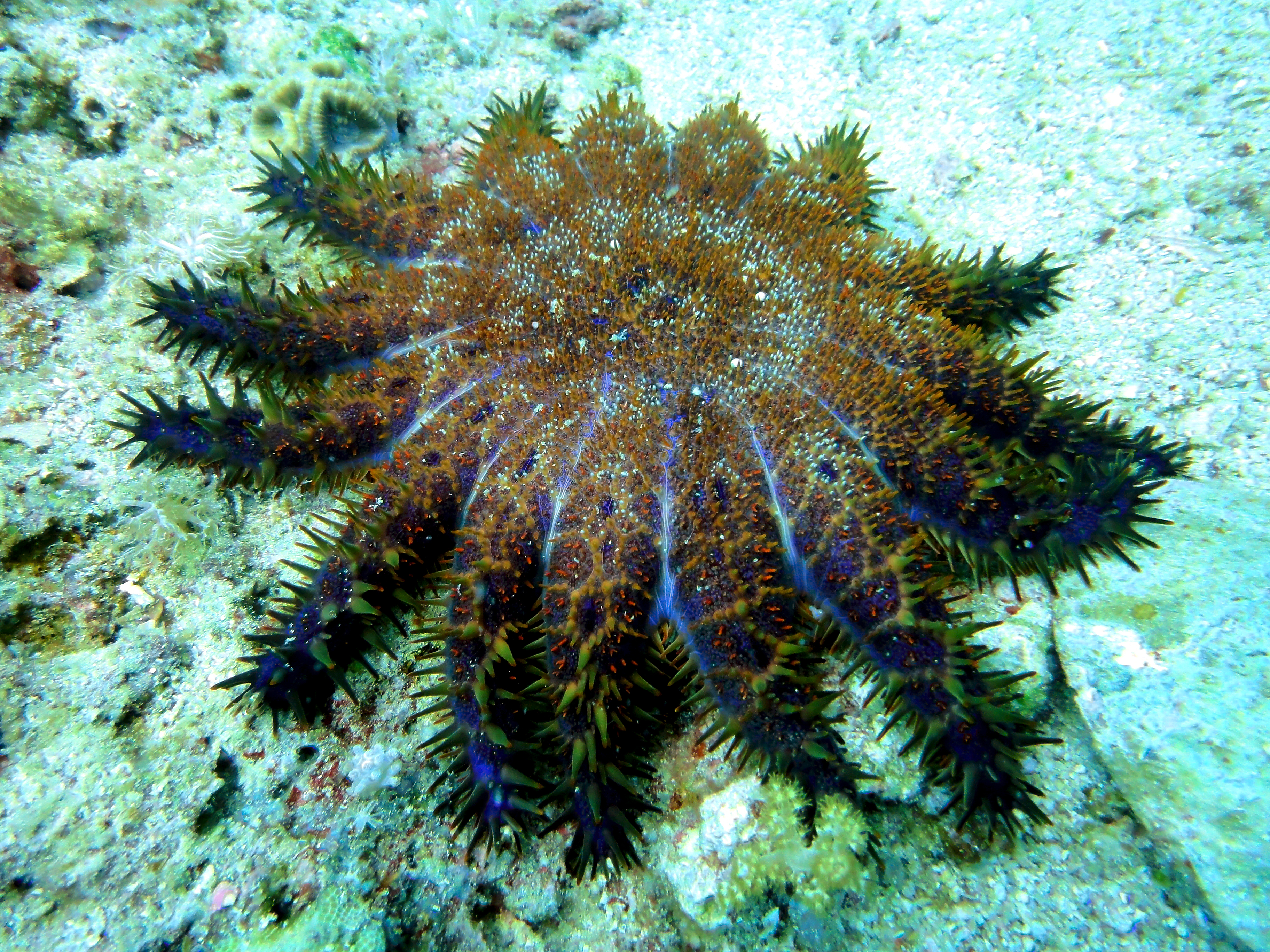
Acanthaster brevispinus, une espèce apparemment rarissime et encore très énigmatique (ici aux Philippines).

- Acanthaster benziei Wörheide, Kaltenbacher, Cowan & Haszprunar, 2022 (Mer Rouge)
- Acanthaster brevispinus Fisher, 1917[7]
  - Acanthaster brevispinus brevispinus Fisher, 1917 (océan Pacifique)
  - Acanthaster brevispinus seychellensis Jangoux & Aziz, 1984 (océan Indien nord)
- Acanthaster mauritiensis de Loriol, 1885 (océan Indien sud)
- Acanthaster planci (Linnaeus, 1758) (Indo-Pacifique)

L'espèce présente dans l'océan Pacifique, de loin la plus répandue et la plus étudiée, devrait s'appeler Acanthaster solaris, toutefois aucun holotype n'a été retrouvé permettant sa validation, et la localité-type est fautive, ce qui retarde considérablement le processus. 
La séparation de ces espèces (notamment A. planci et A. ellisi) fait toujours débat parmi les génomiciens,. Acanthaster ellisi, valide selon certains mais non-reconnue par WoRMS, est parfois considérée comme une sous-espèce du Pacifique est.
Haszprunar, Vogler et Wörheide (2017) proposent quant à eux de diviser A. planci en Acanthaster planci (Linnaeus, 1758), Acanthaster mauritiensis de Loriol, 1885,  Acanthaster solaris (Schreber, 1795) et Acanthaster benziei Wörheide, Kaltenbacher, Cowan & Haszprunar, 2022, sans évoquer Acanthaster ellisi.
Cela donne une liste finale synthétique comportant : 
- Acanthaster benziei Wörheide, Kaltenbacher, Cowan & Haszprunar, 2022 -- Mer Rouge, max. 14 bras[13]
- Acanthaster brevispinus Fisher, 1917[7] -- piquants dorsaux courts
  - Acanthaster brevispinus brevispinus Fisher, 1917 -- océan Pacifique
  - Acanthaster brevispinus seychellensis Jangoux & Aziz, 1984 -- océan Indien nord
- Acanthaster ellisi (Gray, 1840) -- Pacifique est, bras courts (non reconnue par WoRMS)
- Acanthaster mauritiensis de Loriol, 1885 -- centre et ouest de l'océan Indien
- Acanthaster planci (Linnaeus, 1758) -- nord et est de l'océan Indien, bleue et rouge
- Acanthaster solaris (Schreber, 1795) -- océan Pacifique, max. 23 bras (non reconnue par WoRMS)

À l'heure actuelle, les recherches ne suggèrent aucune différence comportementale entre les différentes espèces issues d'A. planci, et seules Acanthaster ellisi et Acanthaster brevispinus ne semblent pas sujettes à des pullulations.

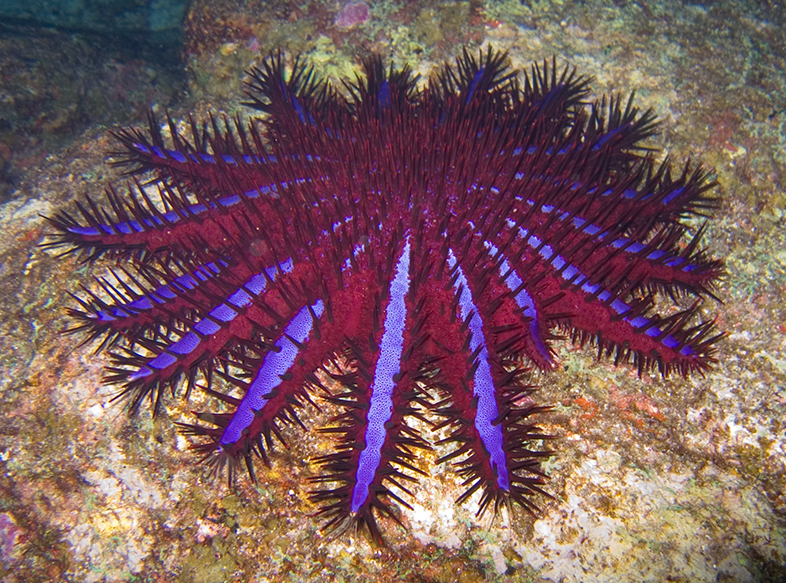
Acanthaster planci en Thaïlande (versant indien).
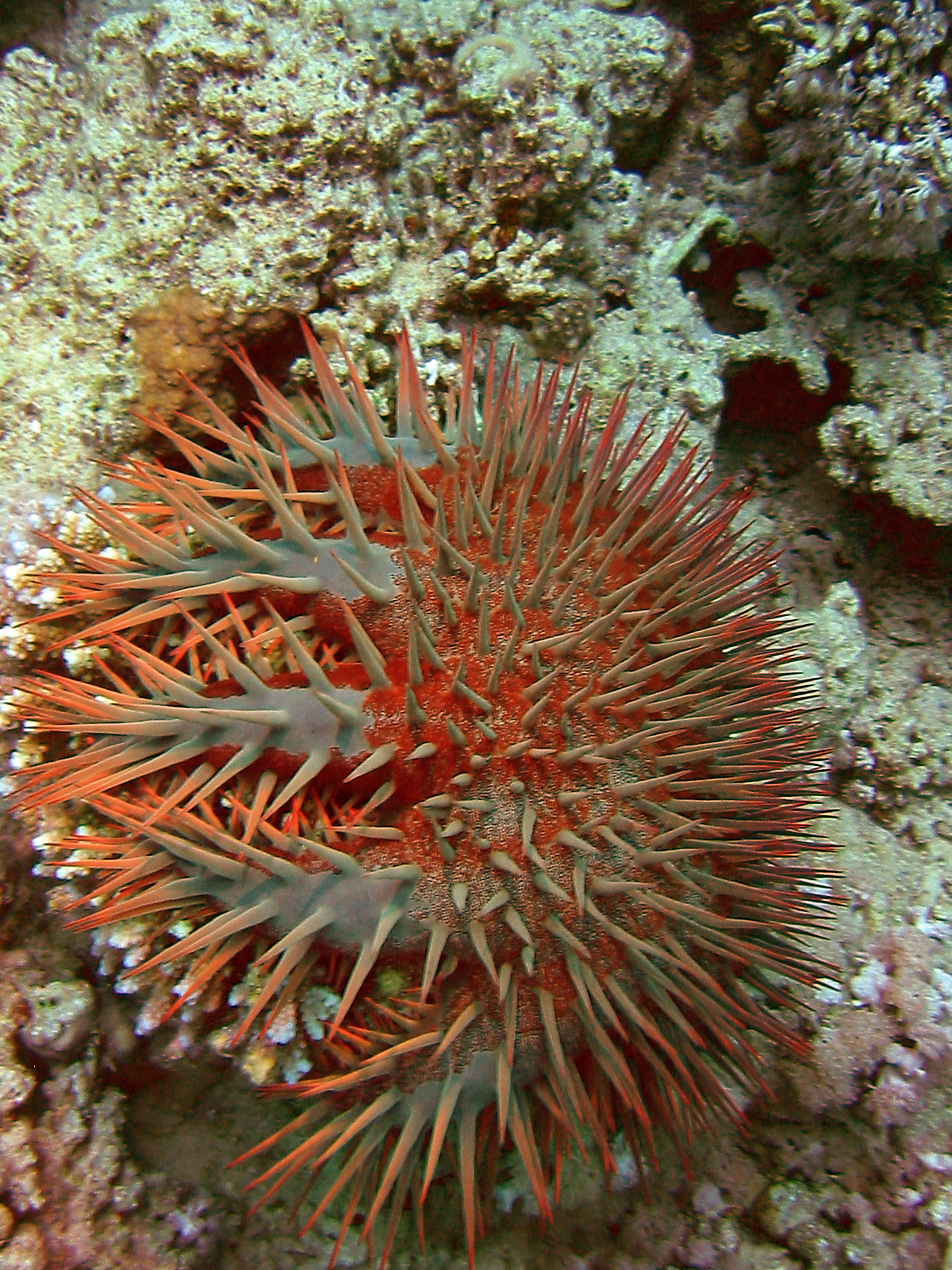
Acanthaster benziei de Mer Rouge.
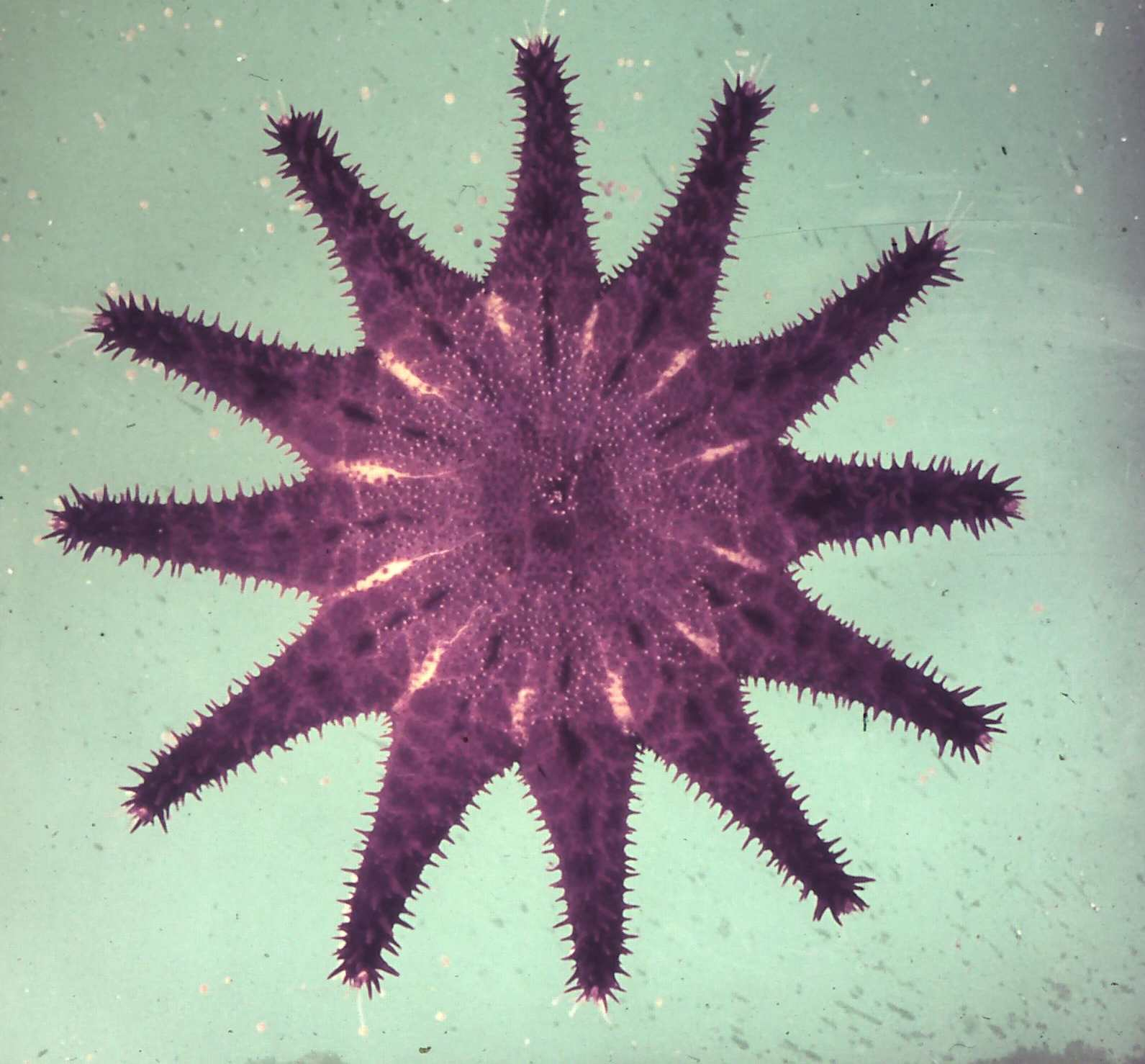
Acanthaster brevispinus d'Australie.
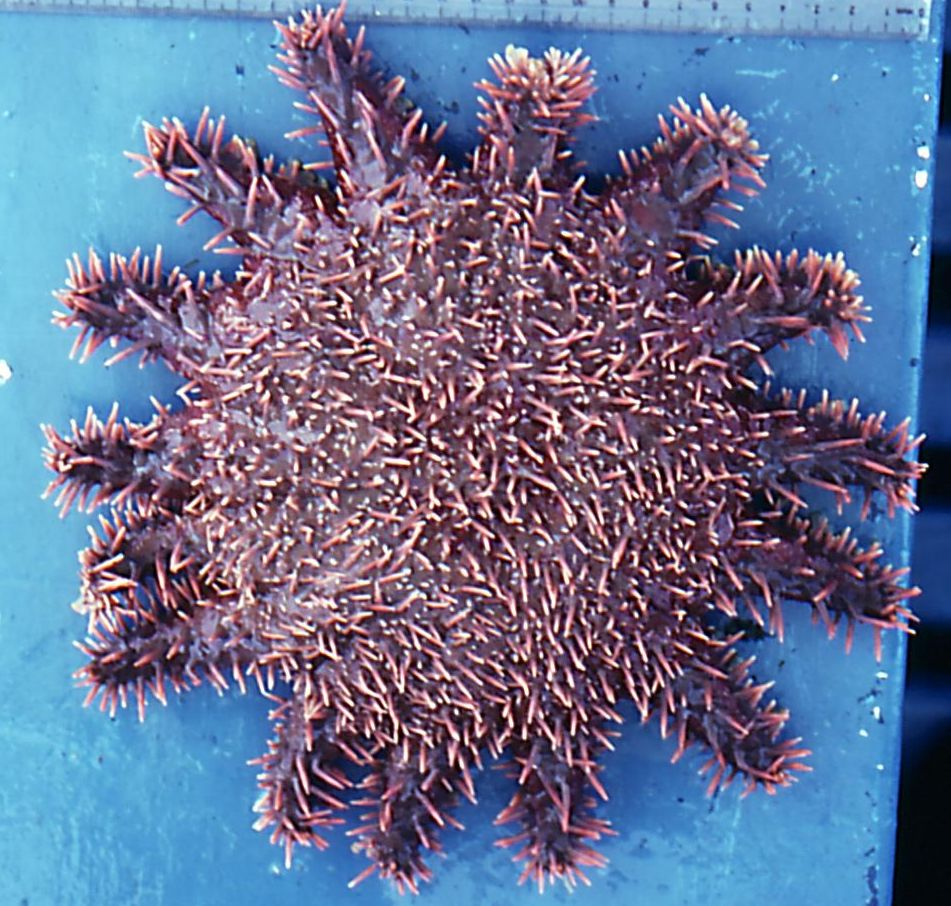
Acanthaster « ellisi » du Golfe de Californie.
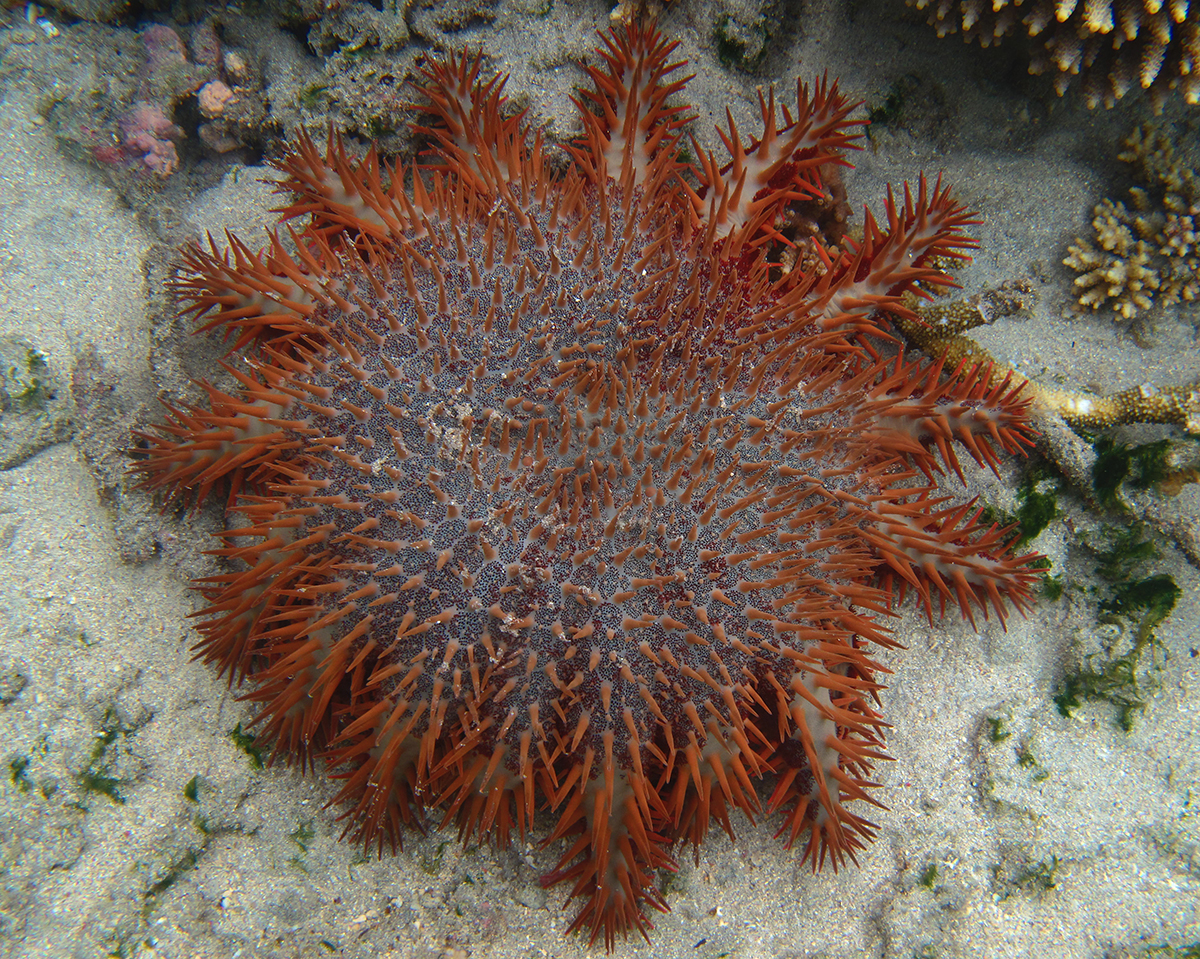
Acanthaster mauritiensis à La Réunion.
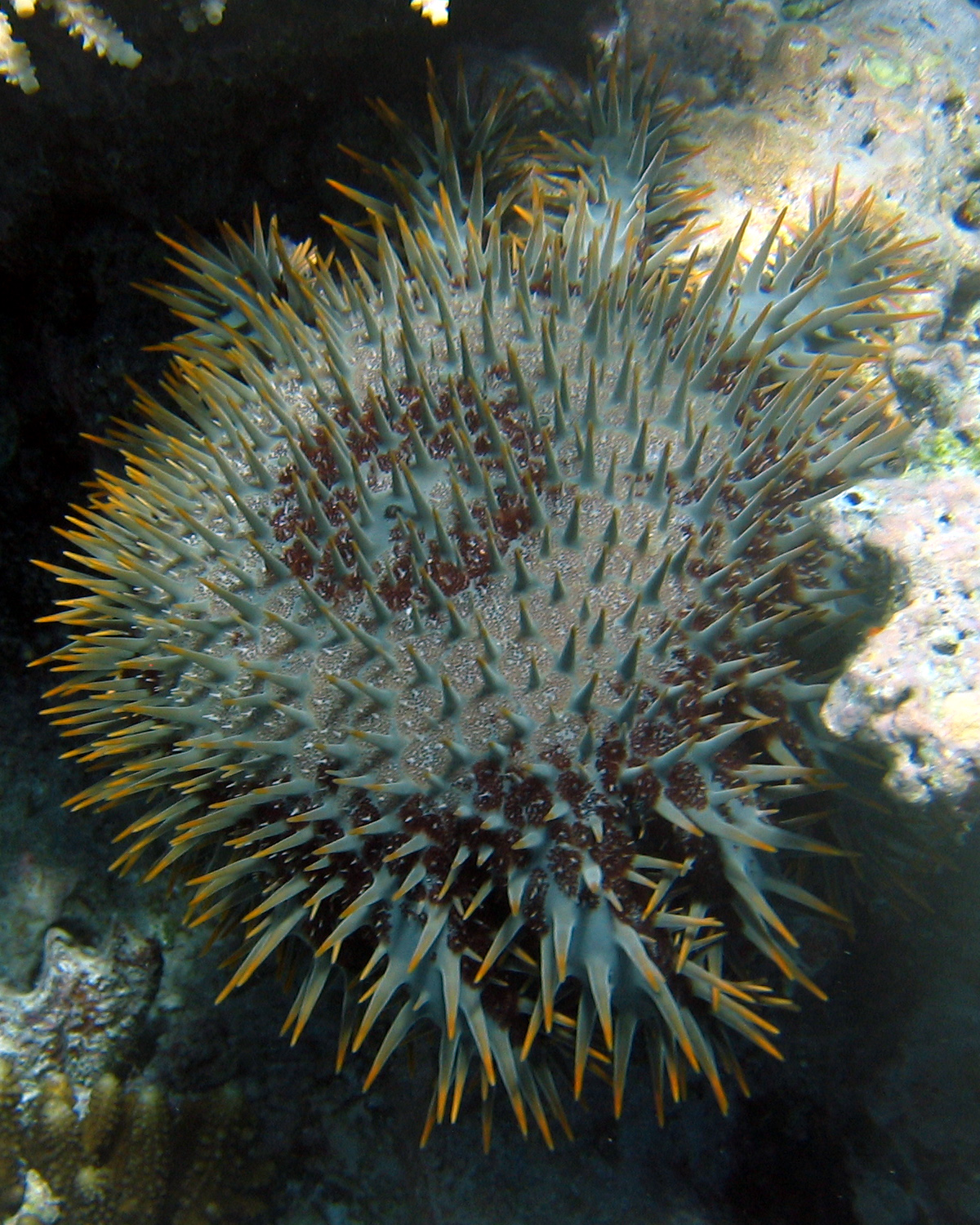
Acanthaster « cf. solaris » du Pacifique.
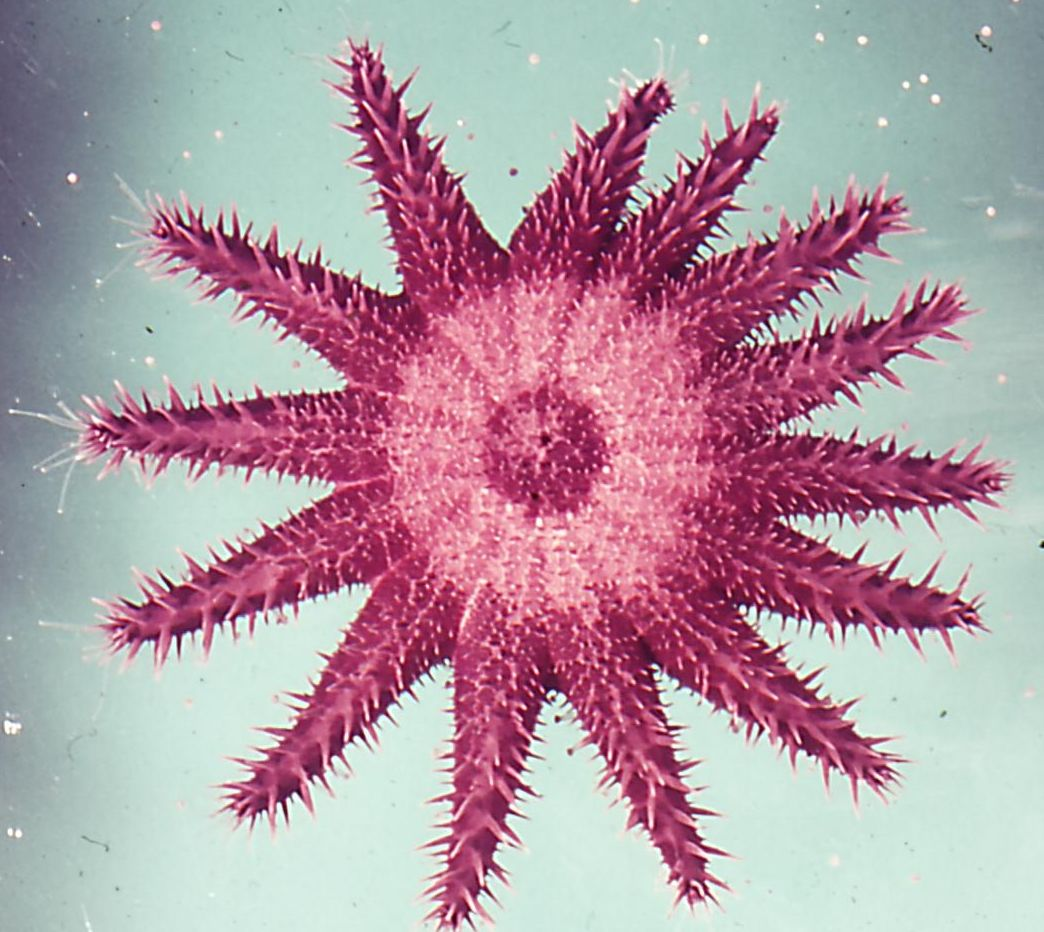
Hybride de laboratoire d’A. solaris et A. brevispinus[7].